# Большая Коша
Большая Ко́ша — река на северо-западе европейской части Российской Федерации, в Тверской области, впадает слева в Волгу.
Длина — 88 км, площадь водосборного бассейна — 763 км², средний расход воды — 5,9 м³/сек.
Крупнейший приток — Ворчала (правый).
Большая Коша берёт начало в торфяном болоте Раменский Мох неподалёку от посёлка Ранцево Кувшиновского района.
В верховьях — узкая извилистая речка, шириной до 10 метров с довольно быстрым течением, течёт на юг. В среднем течении река поворачивает на запад, расширяется до 20—30 метров. Впадает в Волгу около деревни Большая Коша.

## Галерея

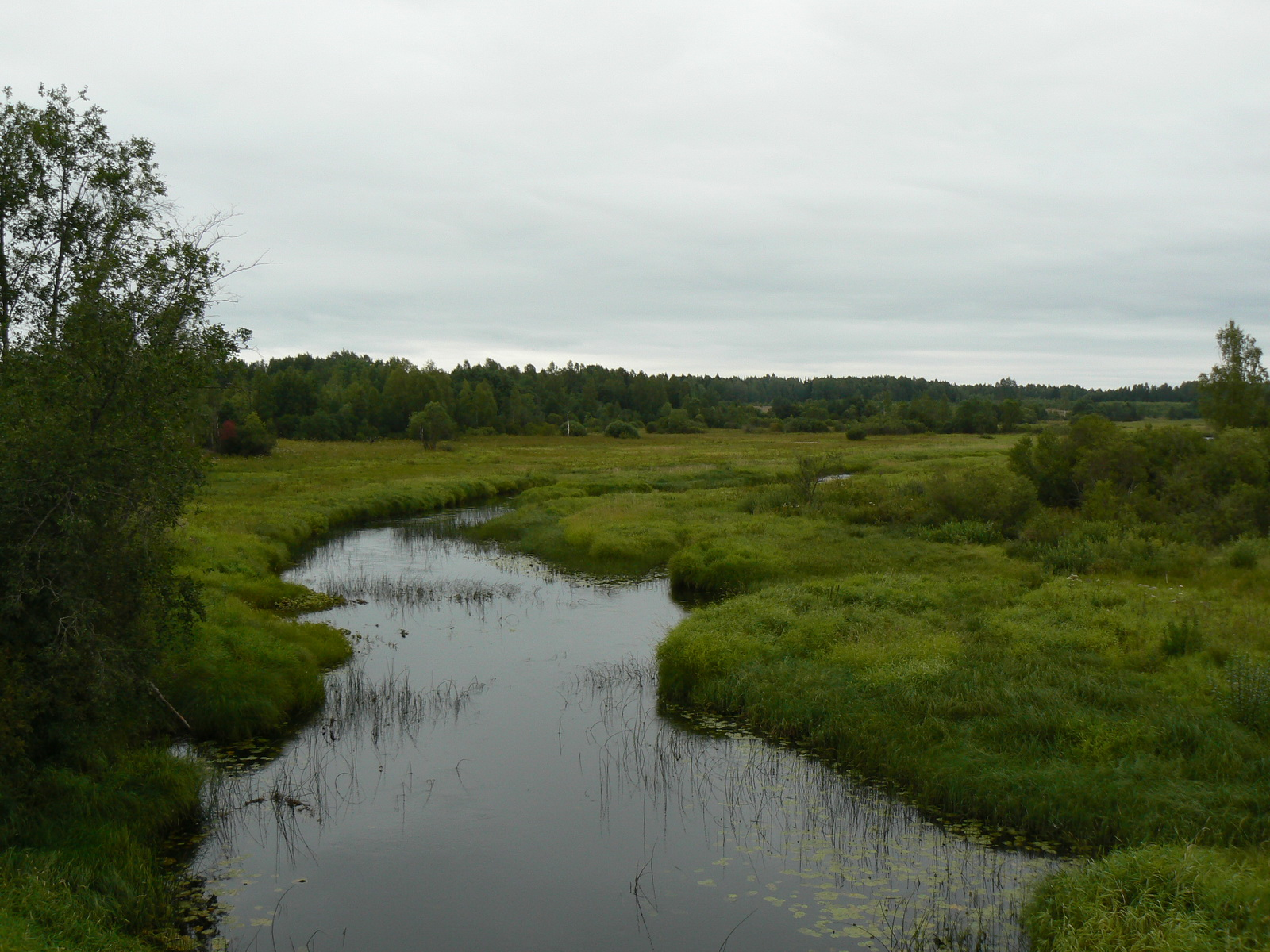
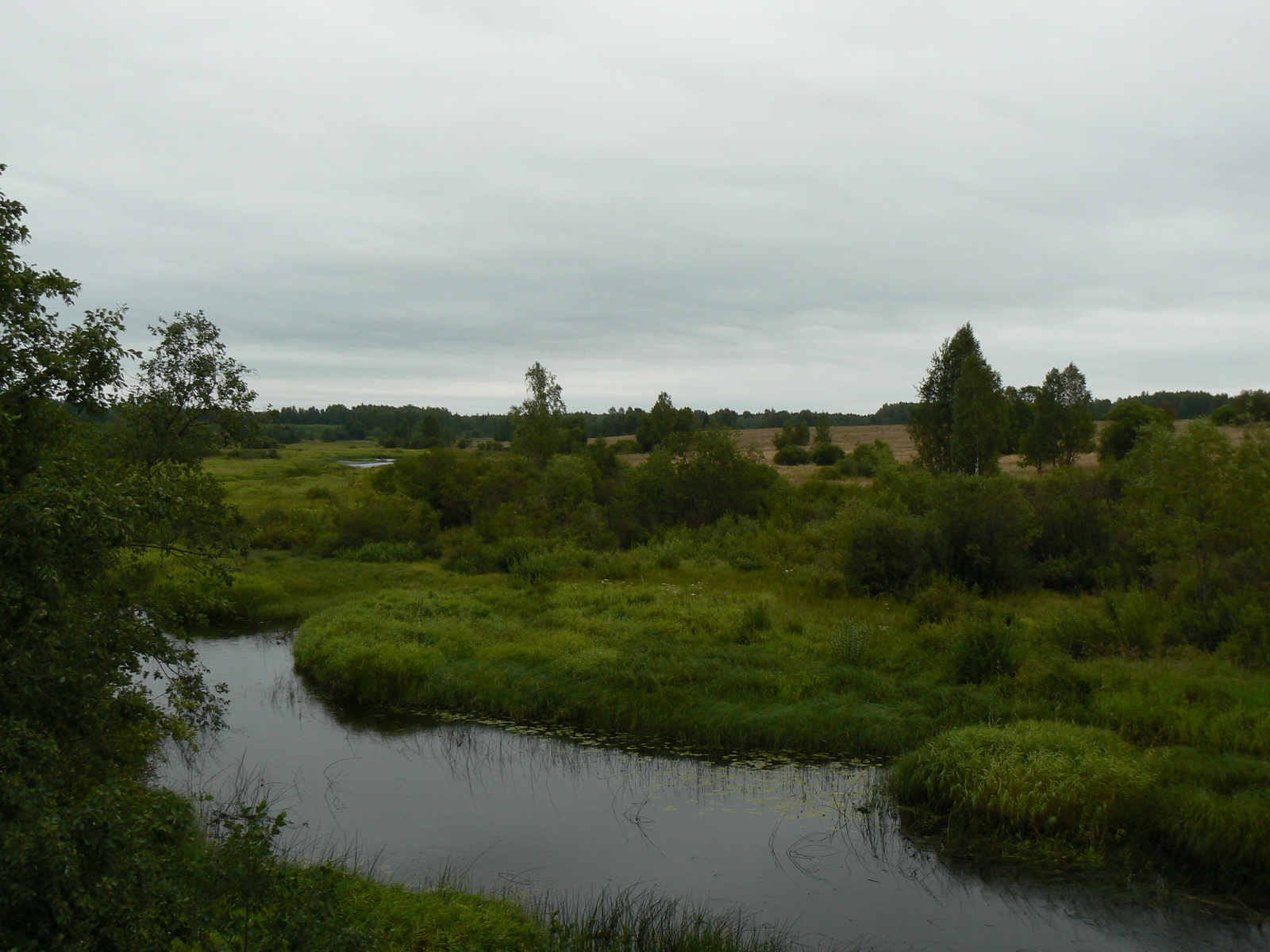
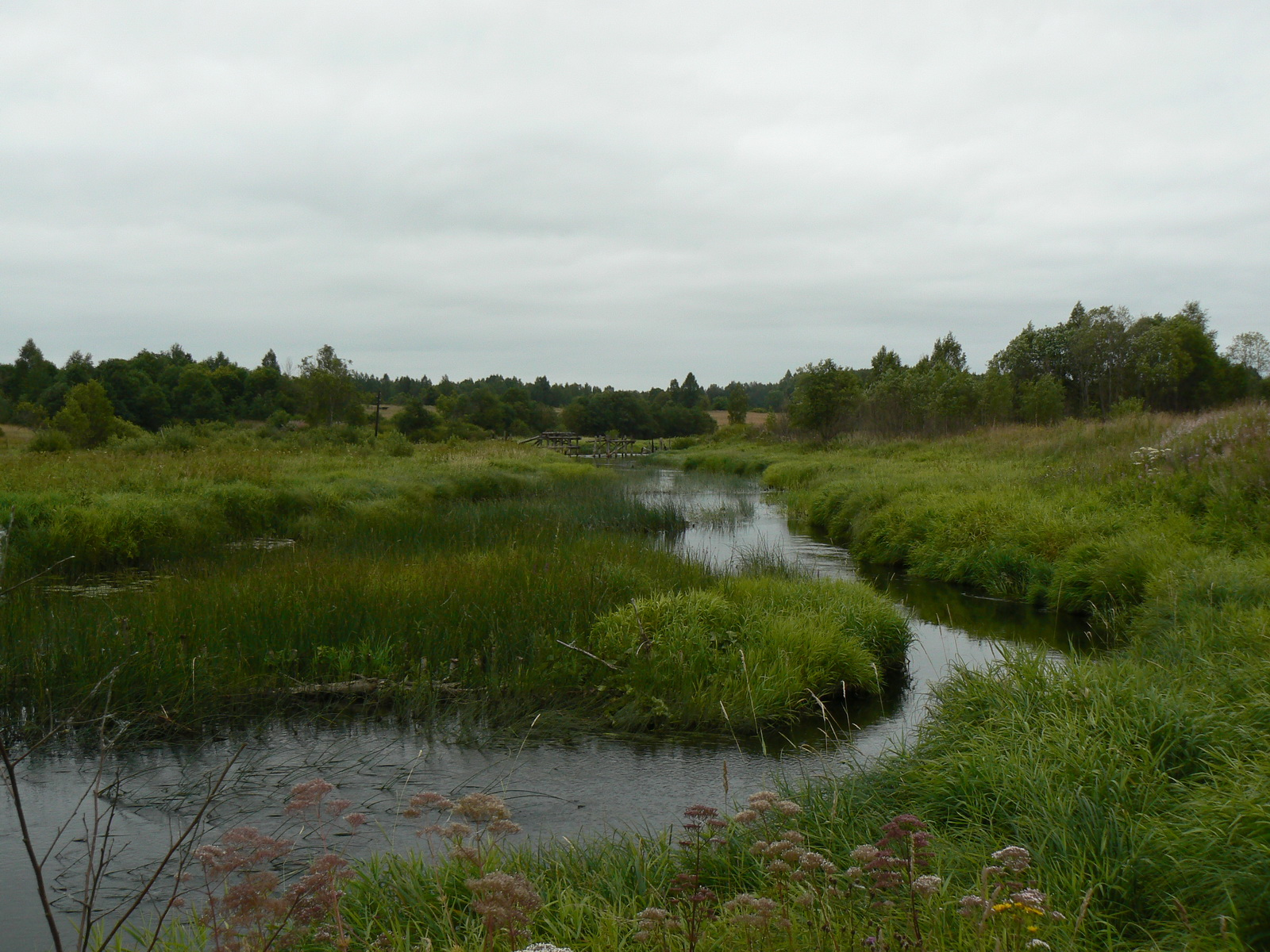
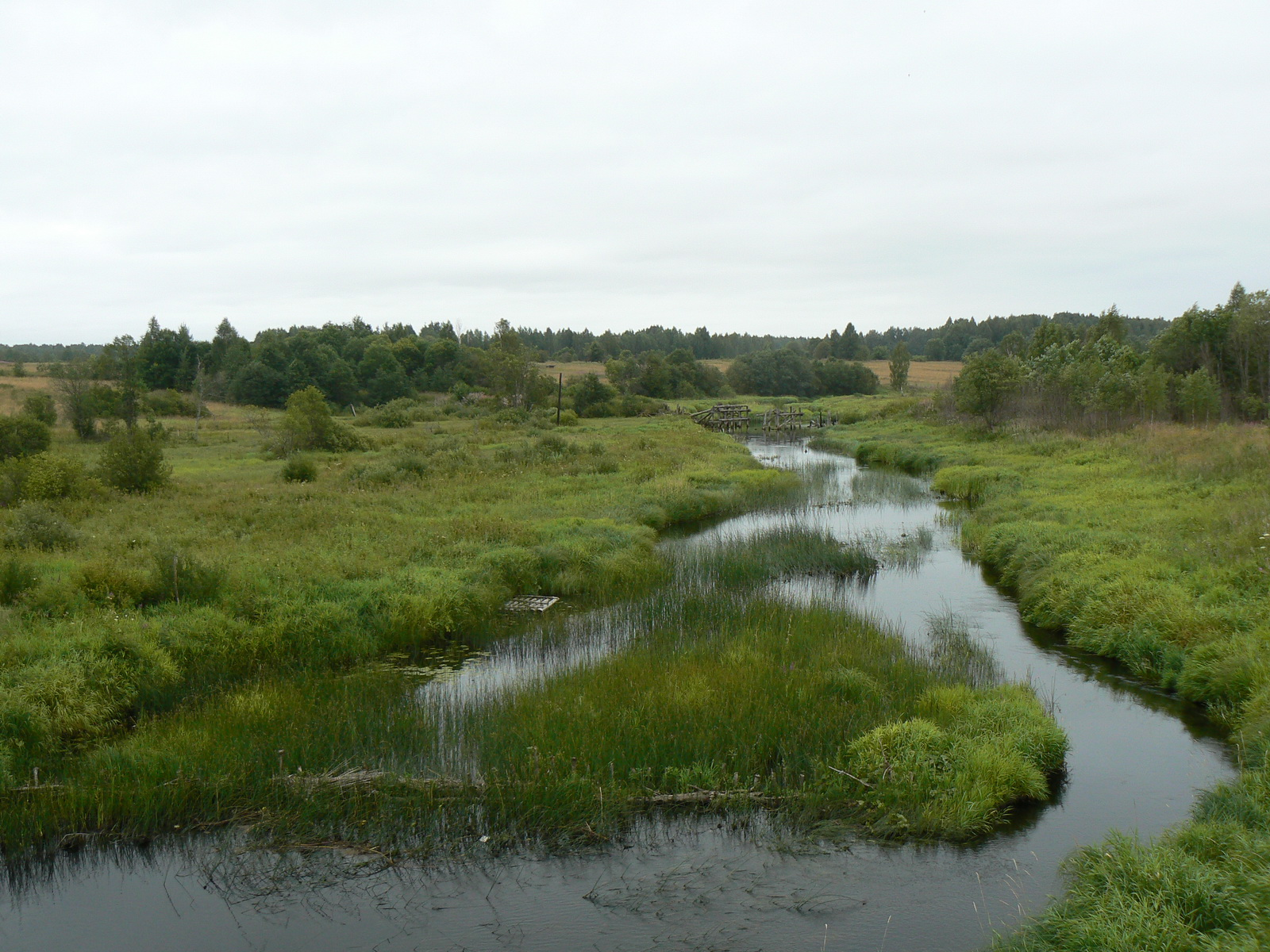